# Кривошеин, Константин Кириллович
Константин Кириллович Кривошеин (1890 — ?) — советский драматург и сатирик, поэт, фигурант сексуального скандала эпохи Хрущёва, получившего название «дело гладиаторов».
Пьесы «Мечта поэта», «На маленькой станции», «Сказка о будущем» ставились в провинциальных театрах и художественной самодеятельностью, их переводили и ставили в странах соцлагеря.
Известность ему принесли инсценировки классиков — Чехова, Салтыкова-Щедрина, Мамина-Сибиряка. В частности, в 1951 была поставлена инсценировка К. Кривошеина по роману Д. Н. Мамина-Сибиряка «Хлеб». В начале 1955 года прошел спектакль «Помпадуры и помпадурши» в Ленинградском театре комедии по Салтыкову-Щедрину, ставил Георгий Товстоногов. Положительные рецензии на постановку опубликовали «Литературная газета» и «Известия».
Кривошеин был приговорён к сроку заключения, но не за сводничество и содержание подпольного публичного дома, а за спекуляцию, подпольную торговлю антикварной живописью. Причём это был его уже второй срок по этой статье.